# A csicskavideó
A Csicskavideó (Butterballs) a South Park című amerikai animációs sorozat 228. része (a 16. évad 5. epizódja). Elsőként 2012. április 11-én sugározták az Egyesült Államokban. Magyarországon 2012. október 23-án mutatta be a magyar Comedy Central.
Az epizódban egy, az iskolai zaklatások ellen felszólaló előadó érkezik South Parkba, majd Stan Marsh készít egy táncos videót a témában. Butters Stotch egy valószínűtlen iskolai zaklatás áldozatául esik. Az epizódban kifigurázzák a Kony 2012 rendezőjét, Jason Russell-t, a Bully című 2011-es filmet, illetve az iskolai zaklatások ellen felszólaló mozgalmat.

## Cselekmény
|  | Alább a cselekmény részletei következnek! |

Butters monoklival a szemén érkezik barátaihoz az ebédlőbe, akik kiszedik belőle, hogy egy iskolai kötekedő bántotta, aki folyamatosan ellopja az ebédpénzét. Kyle Broflovski és Stan azt tanácsolja neki, kérjen tanácsot szüleitől vagy nagymamájától, aki éppen látogatóban van Stotch-éknál. Azonban hamarosan kiderül, hogy a nagymama zaklatja Butters-t, mert unokája sosem áll ki önmagáért. Egy névtelen bejelentést követően egy, az iskolai zaklatások ellen fellépő előadó, Csődör Csongor érkezik South Parkba a Csicskacsősztől, aki Mr. Mackey-t gúnyolódással ráveszi egy iskolai gyűlés megszervezésére. Itt megkéri a diákokat, hogy készítsenek egy zaklatás-ellenes videóklipet, melyre végül Stan vállalkozik.
Stan szerint is le kell állítani az iskolai erőszakot, és ezt egy táncos videóklip felvételével próbálja bizonyítani, melynek Butters a főszereplője, akinek meztelenül kell szerepelnie a rövidfilmben. Mikor Butters nem akarja tovább folytatni a dolgot, mert szerinte ez csak ront a helyzetén, Stan nem érti meg Butters álláspontját. Kyle szerint Stan önmagát állítja a videó középpontjába, majd kilép a projektből, de előtte rejtélyes figyelmeztetést intéz Stan felé, melyet ő nem ért – Kyle ugyanis óva inti Stant attól, hogy nehogy végül "pucéran recskázzon San Diegóban".
Stan elmondja Buttersnek, hogy egy hollywoodi stúdió meg akarja vásárolni a filmet. Habár osztálytársai éljenzik Stant, Csődör Csongor behívja őt az iskolai fiúmosdóba és durván szidalmazni kezdi, amire Stan elsírja magát. Nehezményezi, hogy Stan az ő megkérdezése nélkül adta el a filmet, ezzel szerinte szabotálva azt, hogy a Csődör Csongor Csicskacsősz országos hírnévre tegyen szert, és ő maga is úgy viselkedik, mint egy zaklató. Később Mick Jabs, a videót megvásárló cég elnöke hívja be őt a mosdóba, hogy mondjon le a videó jogairól, durva sértéseivel megríkatva Bailey-t. Butters Káosz professzorként próbál szembeszállni a nagyanyjával, de ő is beöltözik, és "meggumimacizza", azaz kiveszi a fogsorát és a csupasz ínyével harapdálja.
A videó népszerűsítése érdekében Stan és Butters meghívott vendégként elmegy a The Dr. Oz Show-ba, ahol Dr. Oz folyamatosan zaklatja Butterst, hogy részleteket szedjen ki belőle a zaklatásával kapcsolatban. Buttersnek elfogy a türelme és rátámad a műsorvezetőre, amelynek következtében Jabs is lehordja Stant, mert Butters viselkedése miatt elveszítették a videó nézőinek szimpátiáját. Jabs ezután a férfimosdóban váratlanul Jézussal találkozik össze, aki pokolra jutással fenyegeti őt meg viselkedéséért, majd megkérdezi tőle, hogy most bőgni fog-e.
Aznap este Butters bemegy az ágyában fekvő nagymamájához, és elmeséli neki, hogy végre kiállt magáért. Elismeri, hogy ez jó érzés volt, de ezután egyfajta üresség lett úrrá rajta, melyet szerinte a nagymamája is érez magában. Elmondja neki azt is, hogy felismerte, iskolai zaklatások mindig is létezni fognak, de mindezek ellenére ő kiegyensúlyozott felnőtté fog válni, míg nagyanyja egy napon a kórházban haldokolva ugyanolyan kiüresedett, megkeseredett ember lesz, mint amilyen egész életében volt. Másnap, a videó körüli botrányok miatt az iskolában kiközösített és Dr. Oz által beperelt Stan úgy dönt, San Diegóba utazik. Az epizód végén zenei kíséret mellett meztelenre vetkőzik az utcán és táncolni kezd.

## Érdekességek
Stan utazása San Diegóba egy utalás Jason Russell botrányára, akit 2012. március 15-én úgy kaptak el a városban, hogy autókat rongált meg és a nemi szervét mutogatta, és az egészet filmre vette. Pszichiátriára vitték és több hétig ott kezelték, miután a diagnózis szerint idegösszeomlást kapott. Russell rendezte a 2012-ben nagy népszerűségre szert tett filmet Joseph Kony ugandai hadúrról és a Nemzetközi Büntetőbíróság elé állításáról, amely párhuzamba állítható az epizódban Stan által készített csicskavideóval.

## További információ
- A csicskavideó az Internet Movie Database-ben (angolul)
- A csicskavideó a Rotten Tomatoeson (angolul)
- A csicskavideó a Box Office Mojón (angolul)
- Csicskavideó[halott link] a South Park Studios hivatalos honlapon